# Bánh pho mát

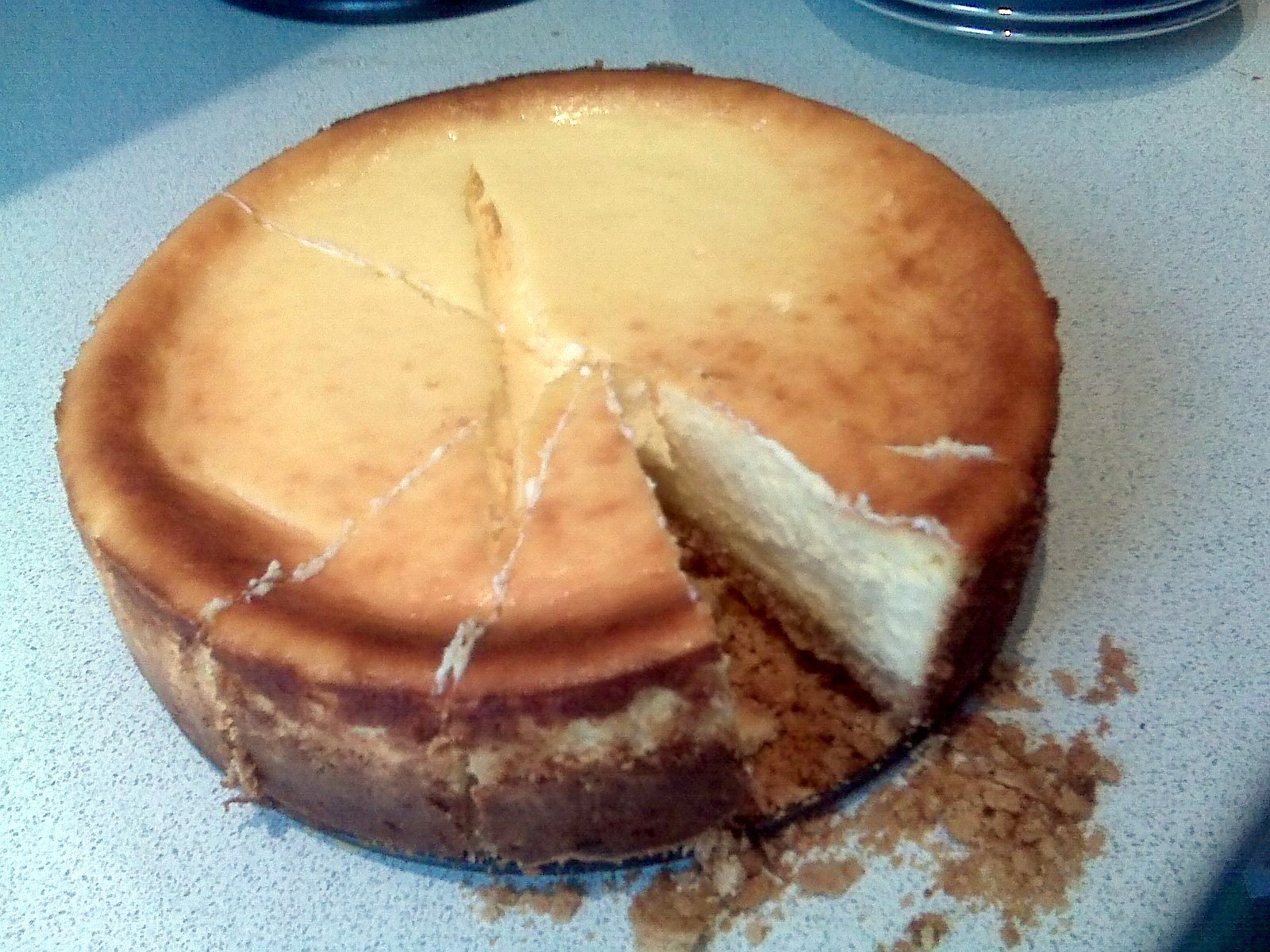
South African Rose cheesecake

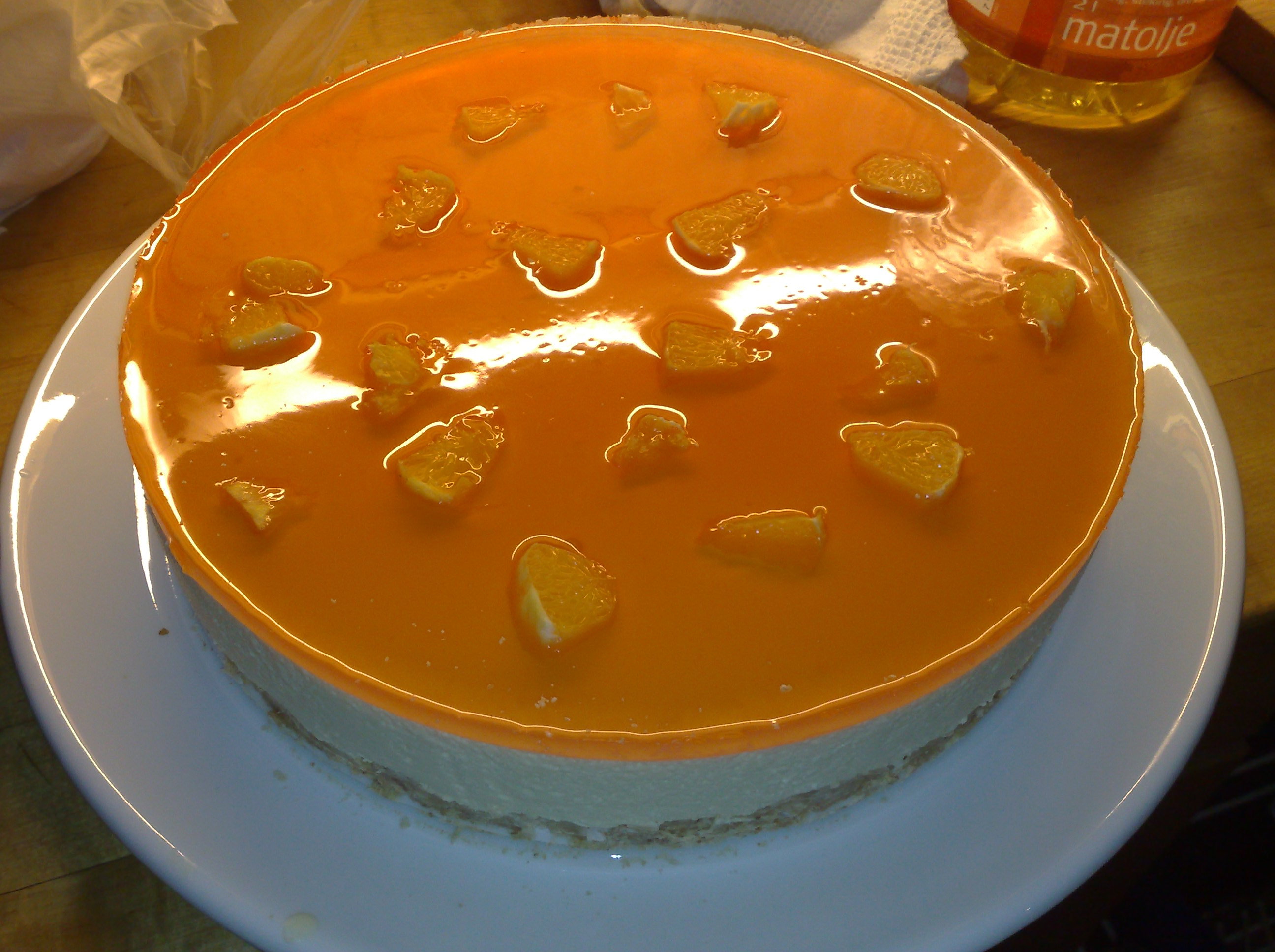
Một chiếc bánh pho mát không nướng với thạch cam

Bánh pho mát hay bánh phô mai, bánh ngọt phô mai, bánh ngọt pho mát là một loại bánh ngọt có thể có một hoặc nhiều lớp. Lớp chính, cũng là lớp dày nhất, bao gồm một hỗn hợp gồm pho mát tươi và mềm (thường là pho mát kem hoặc ricotta), trứng, và đường. Nếu bánh có lớp đế thì lớp này thường bao gồm một lớp vỏ hoặc bánh vụn (hoặc digestive biscuit), graham crackers, pastry, hoặc bánh bông lan. Nó được nướng hoặc không (thường được giữ lạnh). Bánh pho mát thường được làm từ đường và hương vị hoặc với trái cây, whipping cream, nuts, fruit sauce, và/hoặc siro sô-cô-la. Bánh pho mát có thể có nhiều hương vị, ví dụ như dâu tây, bí ngô, chanh, hạt dẻ hoặc kẹo bơ cứng.

## Lịch sử
Dạng nguyên thủy của bánh pho mát có thể là một món ăn phổ biến vào thời Hy Lạp cổ đại thậm chí trước khi những người La Mã thông qua trong cuộc chinh phục của Hy Lạp. Tác phẩm đề cập đến bánh pho mát sớm nhất được biết đến là một tác phẩm của thầy thuốc Hy Lạp cổ Aegimus, viết về nghệ thuật làm bánh pho mát có tên (πλακουντοποιικόν σύγγραμμα—plakountopoiikon suggramma). Trong tác phẩm De Agri Cultura của Cato Già có công thức của ba loại bánh được sử dụng trong các nghi lễ tôn giáo: libum và savillum và placenta. Trong ba loại bánh này thì placenta gần giống với bánh pho mát hiện đại, có vỏ bánh cứng được trộn và nướng riêng.
Công thức làm bánh pho mát sớm nhất còn tồn tại đến nay từ một cuốn sách dạy nấu ăn của Anh từ năm 1390 có tên Forme of Cury. Từ cuốn sách này, đầu bếp Heston Blumenthal cho rằng bánh pho mát là một phát minh của người Anh.